# T-Series
Super Cassettes Industries Private Limited – prowadząca działalność jako T-Series wytwórnia muzyczna produkcji płytowej i filmowej w Indiach założona przez Gulshana Kumara w 1983 roku. Znana przede wszystkim z produkcji ścieżek dźwiękowych przeznaczonej do muzyki filmów Bollywood i muzyki indi-pop. Od 2014 roku T-Series jest największą w Indiach wytwórnią muzyczną, z 35% udziałem na indyjskim rynku muzycznym.

## PewDiePie vs T-Series
Od września 2018 trwała walka o miano kanału z największą liczbą subskrybentów w serwisie YouTube. T-Series walczyło o pierwsze miejsce z dotychczasowym liderem, szwedzkim youtuberem PewDiePie. Pod koniec marca T-Series często wyprzedzało Szweda na krótki czas (mniej niż jeden dzień), jednak ten później ponownie zostawał „numerem 1”. 27 marca 2019 roku indyjski kanał został oficjalnie liderem pod względem liczby subskrybentów w serwisie YouTube. Był nim do 1 kwietnia. Wtedy PewDiePie, po nagraniu diss tracka na T-Series pt. Congratulations, powrócił na pierwsze miejsce. Jednak 14 kwietnia 2019 T-Series z powrotem wyprzedziło PewDiePie’a i na dobre objęło prowadzenie w rankingu, stale powiększając nad nim przewagę. Dopiero w 2024 utraciło je na rzecz MrBeast'a.